# Ewa Iżykowska
Ewa Dorota Iżykowska-Lipińska (ur. 5 września 1955 w Olsztynie) – polska śpiewaczka (sopran, mezzosopran), aktorka, profesor sztuk muzycznych (2012), reżyser; w latach 2019–2020 dyrektor Opery i Filharmonii Podlaskiej w Białymstoku.

## Życiorys
Ewa Iżykowska jest absolwentką I Liceum Ogólnokształcącego im. Adama Asnyka w Kaliszu (1974) i Państwowej Szkoły Muzycznej I i II st. im. Henryka Melcera w Kaliszu (fortepian, śpiew). Ukończyła studia na Akademii Muzycznej im. Fryderyka Chopina w Warszawie, gdzie studiowała śpiew solowy, oraz Państwową Wyższą Szkołę Teatralną im. Aleksandra Zelwerowicza w Warszawie, uzyskując dyplom z wyróżnieniem.
Jako śpiewaczka pracowała pod kierunkiem prof. Lidii Małachowicz, prof. Kazimiery Goławskiej, prof. Ewy Wdowickiej. Kontynuowała swoje studia w Accademia Chigiana w Sienie, Włochy, pod kierunkiem Giorgia Favaretta oraz Ettore Campogaglianiego. Następnie studiowała w mediolańskiej La Scali pod kierunkiem Giulietty Simionato, Eduarda Muellera oraz Antonia Toniniego.
Zadebiutowała w 1979 partią Fiordiligi w operze Così fan tutte Mozarta w Teatrze Muzycznym w Słupsku pod dyrekcją Grzegorza Nowaka (reżyseria Ryszard Peryt). W 1981 wzięła udział w prawykonaniu opery Zbigniewa Rudzińskiego Manekiny w Operze Wrocławskiej pod dyrekcją Roberta Satanowskiego (reż. Marek Weiss-Grzesiński).
W 1981 po raz pierwszy wystąpiła na scenie La Scali w tytułowej roli w operze Rita Donizettiego. W tym okresie po wygranym konkursie wzięła udział we włoskim letnim staggione w mieście Alessandria, gdzie wykonywała partię Fiordiligi w operze Così fan tutte Mozarta, pod batutą Eduarda Mullera, z Mauro Trombettą w roli Don Alfonsa.
Jest laureatką wielu krajowych i międzynarodowych konkursów, m.in. Ogólnopolskiego Konkursu Muzyki K. Szymanowskiego, Belvedere w Wiedniu czy Mozart Competition w Alessandrii, Włochy.
Od 1982 związała się z Teatrem Wielkim w Poznaniu. Stworzyła kreację Violetty – w Traviacie Verdiego, Rozalindy – w Zemście nietoperza J. Straussa, Blondy – w Uprowadzeniu z seraju Mozarta, Michaeli – w Carmen Bizeta, Liu – w Turandot Pucciniego, Lisy – w Krainie uśmiechu Lehára, Arseny – w Baronie cygańskim J. Straussa, Musette i Mimi – w Cyganerii Pucciniego oraz Hodel – w Skrzypku na dachu Bocka. Otrzymała nagrodę miasta Poznania dla Młodych Twórców Sztuki w tym samym roku co Jan A.P. Kaczmarek, z którym w tym okresie nagrała płytę Kometa Halleya.
W 1986 zadebiutowała na scenie wiedeńskiej Kammeroper rolą Neddy w Pajacach Leoncavalla w reżyserii Georga Tabori. Przedstawienie to zostało uznane przez krytykę wiedeńską za przedstawienie roku 1986. Następne role w wiedeńskiej Kammeroper to Hrabina w Weselu Figara Mozarta, Dorlisca w operze Rossiniego Torvaldo e Dorlisca oraz Violetta w Traviacie Verdiego.
W latach 1987–1991 była solistką opery w Luzernie w Szwajcarii. Na deskach tej opery śpiewała takie partie, jak Hrabina w Weselu Figara Mozarta, Poppea w Koronacji Poppei Monteverdiego z tenorem Ramonem Vargasem w partii Nerona, Adriana w operze Adriana Lecouvreur Cilei pod dyrekcją M. Viottiego, Tatiana w Eugeniuszu Onieginie Czajkowskiego, Blanche w Dialogach karmelitanek Poulenca, Saffi w Baronie cygańskim J. Straussa oraz Hanna Glawari w Wesołej wdówce Lehara.
W roku 1991 rozpoczęła ponownie współpracę z Teatrem Wielkim w Poznaniu, jak również z Teatrem Wielkim w Warszawie, Operą Wrocławską i Operą Krakowską, gdzie śpiewała główne partie w operach R. Straussa Salome (rola tytułowa) i Kawaler srebrnej róży (Marszałkowa) oraz Pendereckiego – Benignę w Czarnej masce, Ewę w Raju utraconym i Matkę Joannę od Aniołów w Diabłach z Loudun. Pojawiła się również jako Ligia w Quo vadis Nowowiejskiego, Fedora w operze Fedora Giordana, Tosca w Tosce Pucciniego, Tatiana w Eugeniuszu Onieginie Czajkowskiego, Mimi oraz Musette w Cyganerii Pucciniego, Flora w operze Chopin G. Oreficego, Galina w operze Galina M. Landowskiego oraz Rachela w Żydówce Halévy’ego.
W tym też okresie Ewa Iżykowska stała się odtwórczynią monumentalnych form oratoryjno-kantatowych, jak Requiem Verdiego, VIII Symfonia Mahlera – partia I, II i III sopranu, Cztery ostatnie pieśni R. Straussa, III Symfonia H.M. Góreckiego, Te Deum, Dies Irae, Jutrznia, Siedem bram Jerozolimy – K. Pendereckiego, IX Symfonia oraz Missa solemnis Beethovena i XIV Symfonia Szostakowicza.
Zainteresowanie kameralistyką zaowocowało z kolei w latach 2000-2002 światowym tournée z recitalami pieśni Chopina i Paderewskiego oraz programem Od baroku do jazzu.
W roku 2000 i 2001 wzięła udział w realizacji opery Manekiny Z. Rudzińskiego w Teatrze Wielkim w Warszawie. W roku 2005 wystąpiła jako Tosca w operze Tosca w Korei Południowej.
Współpracowała ze znakomitymi pianistami, jak Krzysztof Jabłoński, Marek Mizera, Jerzy Maciejewski, Janusz Olejniczak, Marek Drewnowski, Caroll Hague, Vincenzo Scalera oraz Giorgio Favaretto.
Pracowała również z wybitnymi dyrygentami, jak J. Gielen, Marcello Viotti, Eduardo Mueller, Grzegorz Nowak, Krzysztof Penderecki, Antoni Wit, Jacek Błaszczyk, Karol Stryja, P. Romansky, Jacek Kasprzyk, Oliver Quendet, Gabriel Chmura i inni.
Występowała na scenach koncertowych i operowych z tak wybitnymi artystami, jak Ramon Vargas, Mauro Trombetta, Reinhardt Brussman, Louis Gentile, Yvonne Naef i inni.
Przez szereg lat uczestniczyła w prawykonaniach i wykonaniach utworów kompozytorów współczesnych, takich jak Ottavio Vasquez, Jan A.P. Kaczmarek, Zbigniew Rudziński, Stanisław Moryto, Krzysztof Penderecki, Henryk Mikołaj Górecki.
Dokonała szeregu nagrań dla Polskiego Radia, Rado Vaticano, Radia Swiss Romande (Il Signor Brushino Rossiniego, dyr. Marcello Viotti), radia i telewizji rosyjskiej (Jutrznia Pendereckiego) oraz telewizji: filipińskiej, brazylijskiej, koreańskiej, jak również dla telewizji włoskiej RAI (Così fan tutte Mozarta) oraz telewizji austriackiej ORF (Dies irae Penderckiego, dyr. J. Gielen; Pajace Leoncavalla, reż. G. Tabori).
Brała udział w światowych transmisjach radiowych: Diabły z Loudun oraz Czarna maska Pendereckiego, II Symfonia oraz VIII Symfonia Mahlera.
Poświęca się także pracy pedagogicznej. Obecnie jest profesorem Uniwersytetu Muzycznego Fryderyka Chopina w Warszawie. Przez cztery lata pracowała również w Korei Południowej, gdzie była dyrektorem programu Keimung – F. Chopin Academy of Music na Keimyung University. Prowadziła Master Class w USA, Włoszech, Korei Południowej w Austrii oraz w Polsce. Współpracuje jako konsultant wokalny z teatrami dramatycznymi i muzycznymi, wydawnictwami płytowymi oraz filmowymi. Jest również wykładowcą w Polskiej Akademii Nauk.
W 2011 otrzymała odznakę honorową „Zasłużony dla Kultury Polskiej”.
W latach 2012–2016 sprawowała godność prorektora Uniwersytetu Muzycznego Fryderyka Chopina w Warszawie.
W 2016 odebrała tytuł Honorowego Obywatela Miasta Kalisza. W tym samym roku została odznaczona Srebrnym Medalem „Zasłużony Kulturze Gloria Artis”.
Od 1 września 2019 roku do 30 listopada 2020 roku pełniła funkcję dyrektora Opery i Filharmonii Podlaskiej w Białymstoku.

### Życie prywatne
Jej mężem jest reżyser dźwięku – Andrzej Lipiński.